# هاري إل. غوردون
هاري إل. غوردون (بالإنجليزية: Harry L. Gordon)‏ هو محامي وسياسي أمريكي، ولد في 27 أغسطس 1860 في الولايات المتحدة، وتوفي في 1 نوفمبر 1921 بسينسيناتي في الولايات المتحدة. حزبياً، نشط في الحزب الجمهوري. انتخب عضو مجلس ولاية كانساس.